# Sulfirame
Le sulfirame (DCI) ou monosulfirame, nom commercial Tetmosol, est un ectoparasiticide utilisé dans le traitement et la prévention de la gale. Il est généralement vendu sous forme de solution ou de savon médicamenteux, parfois associé à du benzoate de benzyle.
Le sulfirame est actuellement rarement utilisé, mais  depuis 2015, il est toujours disponible en monothérapie au Brésil, en Inde et en Afrique du Sud.

## Effets indésirables
Des vertiges, des maux de tête, de la fatigue et une éruption érythémateuse peuvent apparaître. Un seul cas de nécrolyse épidermique toxique (Syndrome de Lyell) été signalé en 1968.
Le sulfirame est apparenté structurellement au disulfirame (Antabuse) et se transforme facilement en disulfirame lorsqu'il est exposé à la lumière. Comme le disulfirame, il peut produire une réaction désagréable lorsqu'il est consommé avec de l'alcool,.